# Parennes

Parennes este o comună în departamentul Sarthe, Franța. În 2009 avea o populație de 551 de locuitori.